# Opogona phaeadelpha
Opogona phaeadelpha är en fjärilsart som beskrevs av Edward Meyrick 1934. Opogona phaeadelpha ingår i släktet Opogona och familjen äkta malar.
Artens utbredningsområde är Taiwan. Inga underarter finns listade i Catalogue of Life.